# Afife Jale
Afife Jale (ur. 1902 w Stambule, zm. 24 lipca 1941 tamże) – turecka aktorka teatralna, pierwsza muzułmanka w Turcji występująca na scenie teatralnej.

## Życiorys
Była jednym z trójki dzieci Hidayeta i Mehije. Ukończyła naukę w szkole przemysłowej dla dziewcząt w Stambule, a w 1918 zdała egzamin aktorski. Zafascynowana teatrem, pragnęła występować na scenie, ale w państwie osmańskim istniał zakaz występów muzułmanek na scenie. Wobec sprzeciwu ojca, Afife zdecydowała się uciec z domu. Uczyła się w konserwatorium państwowym (Darülbedayi), gdzie uruchomiono pierwszy kurs dla przyszłych aktorek (miały występować tylko dla widowni kobiecej).
W 1920 Afife zadebiutowała na scenie w roli Emel w dramacie Yamalar, Hüseyina Suata (odgrywająca wcześniej tę rolę ormiańska aktorka Eliza Binemeciyan wyjechała do Paryża). Przyjęła wówczas pseudonim sceniczny Jale. Policja powiadomiona o występach muzułmanki na scenie, próbowała ją aresztować, ale z pomocą przyjaciół udało się jej uciec. Występowała na deskach Teatru Apollona w Kapiköy. Po interwencji policji w 1921 opuściła tę scenę i występowała w małych zespołach teatralnych, pod różnymi pseudonimami. Kłopoty finansowe i napadowe bóle głowy, na które cierpiała, spowodowały, że uzależniła się od morfiny.
W 1923 Mustafa Kemal zniósł zakaz występowania kobiet muzułmanek na scenie i Afife mogła legalnie występować. Stan zdrowia uniemożliwił jej występy pod koniec życia. Zmarła w szpitalu psychiatrycznym Bakırköy.
W 1928 poślubiła muzyka Selahattina Pınara, z którym rozwiodła się w 1935. Nie miała dzieci.

## Pamięć
W 1987 powstała sztuka teatralna Nezihe Araza Afife Jale, która stała się także podstawą scenariusza filmowego. W filmie tytułową bohaterkę zagrała Şahin Kaygun. W 2017 powstał musical poświęcony postaci aktorki (jej rolę zagrała Serenay Sarıkaya). W 2004 film dokumentalny o życiu Afife Jale nakręcił Can Dündar, Od 1997 nadawana jest młodym aktorom nagroda nosząca imię Afife Jale. W 2023 reżyser Boğos Çalgıcıoğlu odnalazł grób aktorki na jednym z cmentarzy stambulskich.